# 1118

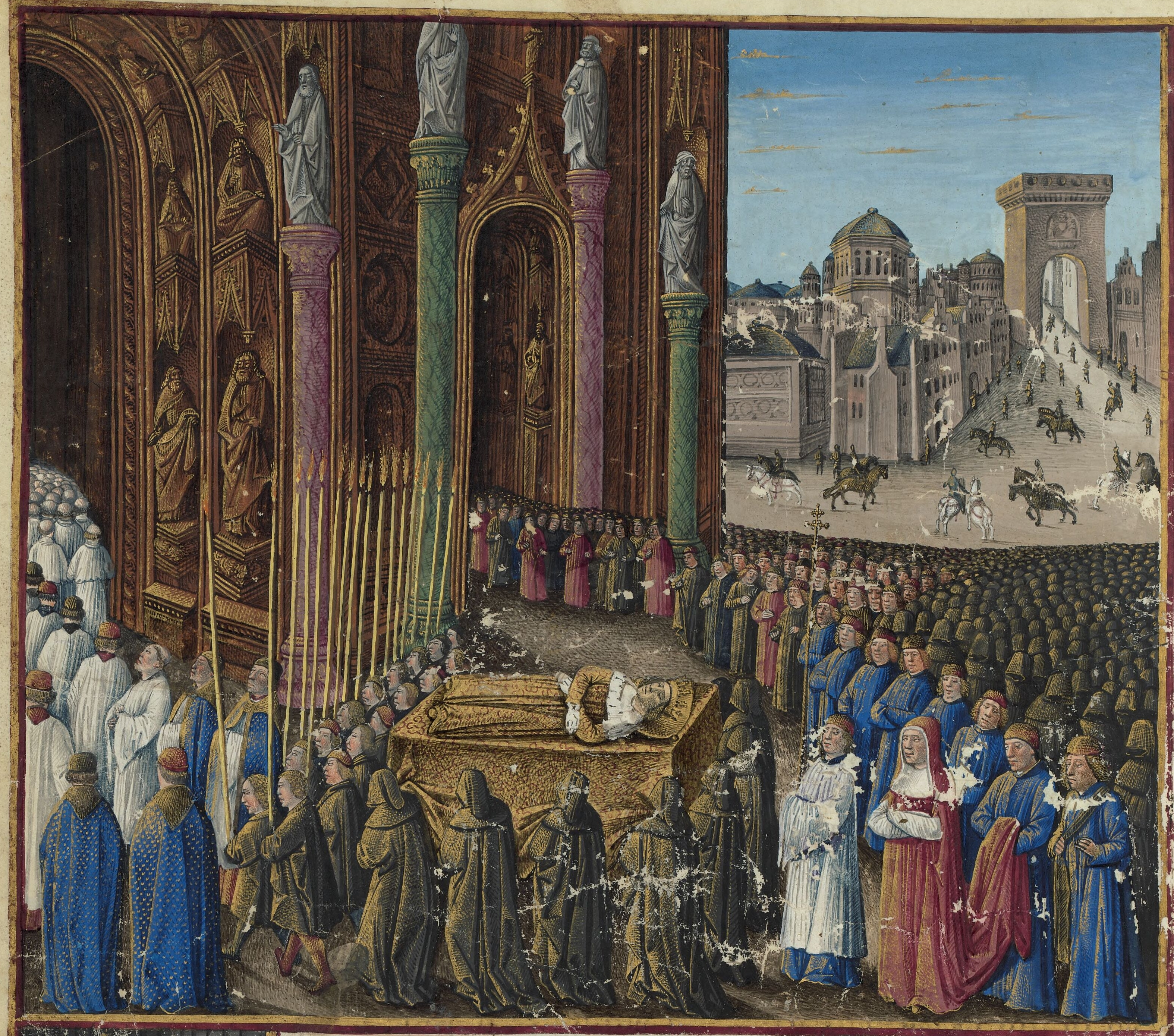
Begrafenis van Boudewijn I van Jeruzalem

Het jaar 1118 is het 18e jaar in de 12e eeuw volgens de christelijke jaartelling.

## Gebeurtenissen
- Gelasius II wordt tot paus gekozen zonder dat Hendrik V daarin gekend is. Hendrik trekt op naar Rome, en Gelasius vlucht naar Gaeta waar hij gewijd wordt. In Rome wordt Maurice Bordin als Gregorius VIII tot (tegen)paus gekozen.
- Slag bij Zaragoza: Alfons I van Aragon verslaat de Moren. Alfons verovert de stad Zaragoza en maakt het de hoofdstad van Aragon.
- In Normandië komt het tot oorlog tussen Hendrik I van Engeland enerzijds en Willem Clito en Boudewijn VII van Vlaanderen anderzijds. Hendrik wordt gesteund door Theobald I van Blois, Boudewijn en Willem door koning Lodewijk VI en Fulco V van Anjou. Boudewijn raakt gewond in de strijd, en zal het volgende jaar hieraan overlijden.
- Uroš I wordt met de steun van Đorđe Vojislavljević, de koning van Duklja, župan van Raška.
- Roman van Le Puy wordt de eerste heer van Oultrejordain. (jaartal bij benadering)
- Rogier van Salerno verovert Azaz.
- De Orde van de Tempeliers wordt gesticht door Hugo van Payns. (traditionele datum)
- De abdij van Fontenay wordt gesticht.
- De bouw van de kathedraal van Peterborough wordt begonnen.
- Eerste melding van doden door een lawine op IJsland. In het westen van het land komen vijf kolonisten om het leven.
- Voor het eerst genoemd: Walshoutem

## Opvolging
- Abbasiden - Al-Mustazhir opgevolgd door Al-Mustarshid
- Byzantijnse Rijk - Alexios I Komnenos opgevolgd door zijn zoon Johannes II Komnenos
- Edessa - Boudewijn II opgevolgd door zijn neef Walram van Le Puiset als regent
- Évreux - Willem II opgevolgd door Amalrik III van Montfort
- Jaffa - Hugo I opgevolgd door Albert van Namen
- Jeruzalem - Boudewijn I opgevolgd door zijn neef Boudewijn II van Edessa
- Limburg - Hendrik I opgevolgd door zijn zoon Walram II
- Meulan en Elbeuf - Robert I opgevolgd door zijn zoon Walram IV
- paus (24 januari) - Paschalis II opgevolgd door Giovanni de Gaeta als Gelasius II
- Rethel - Hugo I opgevolgd door zijn zoon Gervaas
- Seltsjoeken - Mehmed Tapar opgevolgd door zijn broer Ahmad Sanjar van Khorasan
- bisdom Skálholt - Gissur Ísleifsson opgevolgd door Þorlákur Runólfsson
- Soissons - Jan I opgevolgd door zijn broer Reinoud II

## Geboren
- februari - Nur ad-Din, atabeg van Syrië (1146-1174)
- 21 december - Thomas Becket, aartsbisschop van Canterbury (jaartal bij benadering)
- Odo II, hertog van Bourgondië (1143-1162)
- Taira no Kiyomori, Japans generaal
- Christina van Denemarken, echtgenote van Knoet IV van Noorwegen (jaartal bij benadering)

## Overleden
- 4 januari - Stephanus van Bourg, Frans geestelijke
- 21 januari - Paschalis II, paus (1099-1118)
- 2 april - Boudewijn I (~49), koning van Jeruzalem (1100-1118)
- 1 mei - Mathilde van Schotland (~38), echtgenote van Hendrik I
- 5 juni - Robert I (~68), graaf van Meulan en Leicester
- 15 augustus - Alexios I Komnenos (~62), keizer van Byzantium (1081-1118)
- Arnulf van Chocques, patriarch van Jeruzalem
- Filips, koning van Zweden (ca. 1105-1118)
- Gissur Ísleifsson, bisschop van Skálholt
- Helferich van Plötzkau, markgraaf van Noordmark
- Hugo I, graaf van Jaffa
- Hugo I, graaf van Rethel
- Jan I, graaf van Soissons
- Willem II, graaf van Évreux
- Gilbert Crispin, Normandisch abt (jaartal bij benadering)